# Pouteria rodriguesiana
Pouteria rodriguesiana är en tvåhjärtbladig växtart som beskrevs av João Murça Pires och Terence Dale Pennington. Pouteria rodriguesiana ingår i släktet Pouteria och familjen Sapotaceae. IUCN kategoriserar arten globalt som nära hotad. Inga underarter finns listade i Catalogue of Life.